# Ikositrigontal
Ikositrigontal är en sorts figurtal som representerar en ikositrigon. Det n:te ikositrigontalet ges av formeln
{\displaystyle {\frac {21n^{2}-19n}{2}}}
De första ikositrigontalen är:
0, 1, 23, 66, 130, 215, 321, 448, 596, 765, 955, 1166, 1398, 1651, 1925, 2220, 2536, 2873, 3231, 3610, 4010, 4431, 4873, 5336, 5820, 6325, 6851, 7398, 7966, 8555, 9165, 9796, 10448, 11121, 11815, 12530, 13266, 14023, 14801, 15600, … (talföljd A051875 i OEIS)